# Guido Novak von Arienti

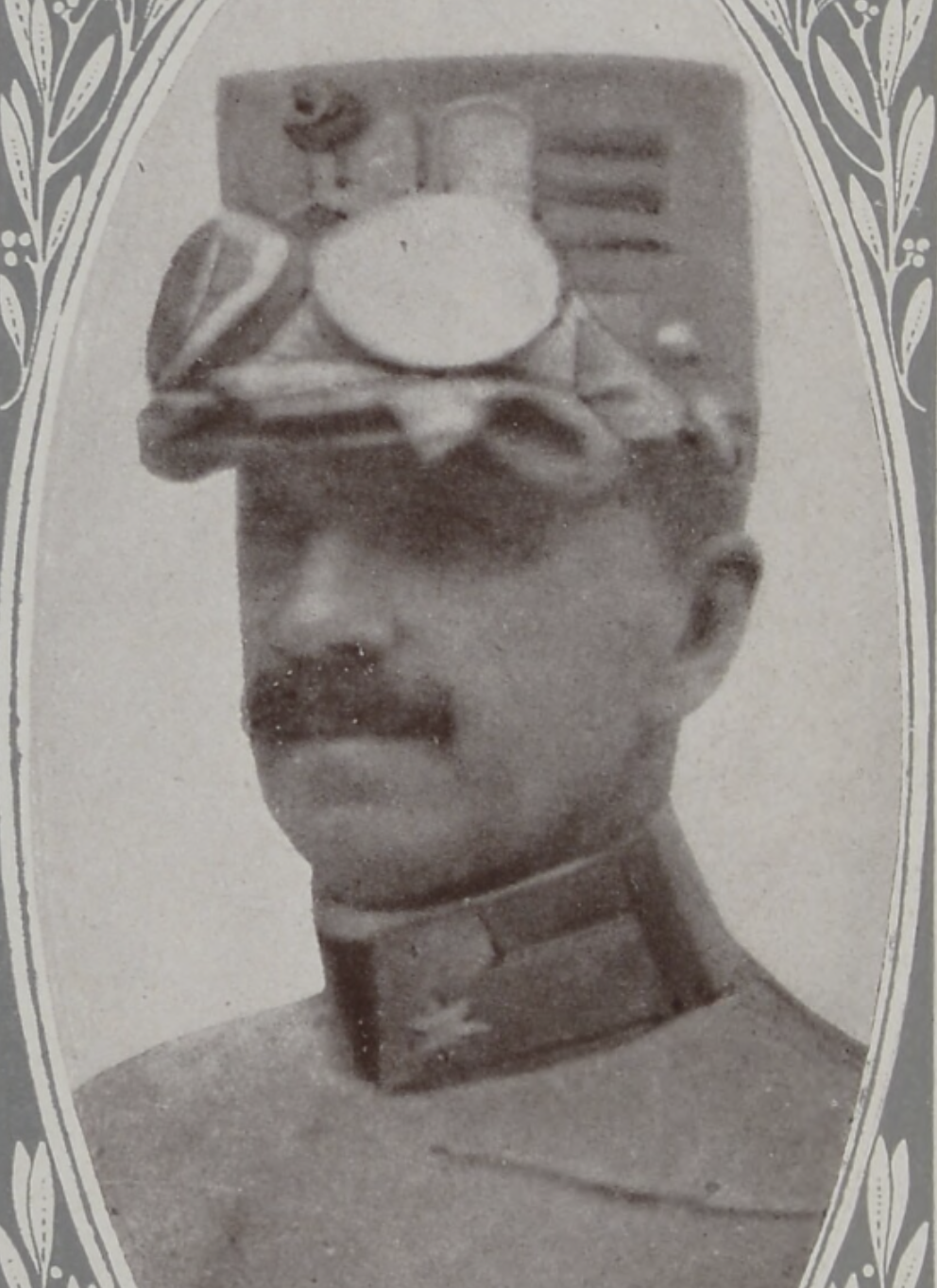
Guido Novak von Arienti (ca. 1917)

Guido Novak, seit 1910 Novak von Arienti, seit 1917 Freiherr Novak von Arienti (* 21. Jänner 1859 in Mailand; † 15. August 1928 in Wien) war ein Heeresoffizier der k.u.k. Armee und zuletzt im Range eines Feldmarschallleutnants.

## Leben

### Jugend, Ausbildung und militärische Laufbahn
Guido Novak wurde im Jahre 1859 als Sohn des österreichischen Marinebeamten Arthur Novak und der Mailänder Architektentochter Giuseppa Arienti in der Lombardischen Hauptstadt geboren. Nach Abschluss der Infanteriekadettenschule in Karthaus (bei Brünn) wurde er, im Range eines Kadettfeldwebel, in das Infanterieregiment 45 versetzt. Am 1. September 1878 wurde er als Kadett in das in Galizien stationierte Infanterieregiment 80 versetzt und im November desselben Jahres folgte die Beförderung zum Leutnant. Im Februar 1880 wurde das komplette Regiment für einige Jahre nach Bosnien verlegt. Es spielte eine tragende Rolle bei der Niederschlagung der Aufstände in Süddalmatien und wurde kurz darauf wieder zurück nach Lemberg verlegt. Am 1. Januar 1883 erfolgte die Beförderung zum Oberleutnant. Exakt drei Jahre später heiratete er die Tochter eines Majors aus seinem Regiment, Olga Langner von Grantal, in Solotschiw. Am 6. Mai 1887 wurde ihr Sohn, der ebenfalls den Namen Guido trug, geboren, der es bis 1918 zu einem Hauptmann der Tiroler Kaiserjäger schaffen sollte. Im Jahre 1890 erfolgte seine Beförderung zum Hauptmann 2. Klasse, im Jahr darauf seine Versetzung zum Infanterieregiment 74 in Josefstadt. In dieser Zeit verschlechterte sich der Gesundheitszustand seiner Frau allerdings enorm, weswegen sie ihren Mann nicht begleiten konnte. Das führte zu Komplikationen und dank eines Freundes schaffte es der Hauptmann, einen Monat nach der Versetzung wieder zurück nach Lemberg stationiert zu werden. Im Alter von 31 Jahren starb im Jahre 1893 die Frau des Hauptmannes Guido Novak. Im selben Jahr wurde er zum Hauptmann 1. Klasse befördert. 1897 heiratete er in Brody die Tochter des Generalmajors Maximilian Hirsch von Duinofels. Im August desselben Jahres kam ihr erster Sohn, Maximilian, zur Welt, der am Ende des Ersten Weltkrieges als Oberleutnant aus dem Heer ausscheidet und 1901 erblickte ihr zweiter und letzter Sohn, Philipp, das Licht der Welt, der es bis zum Fähnrich der Reserve schaffen sollte. Wie ihr älterer Halbbruder Guido dienten beide bei den Tiroler Kaiserjägern.
Aufgrund seines langen Dienstes beim Militär wurde er am 22. Oktober 1900 vom Kaiser mit der Militär-Verdienstmedaille ausgezeichnet. Nach mehr als 20 Jahren Dienst in Lemberg und 10 Jahren Dienst als Hauptmann erfolgte am 1. November 1901 seine Beförderung zum Major und seine Versetzung zu den Tiroler Kaiserjägern. Am 27. April 1903 übernahm er den Befehl über das Feldjägerbataillon 8 in Tarvis. Im Herbst 1903 riefen zivile Behörden die Armee in Kärnten, der Steiermark und in Salzburg aufgrund von Hochwasser und Überflutungen zu Hilfe. Im Jänner 1904 wurden viele Soldaten aufgrund ihres Einsatzes dafür mit dem Militärverdienstkreuz ausgezeichnet, darunter auch Major Novak. Am 1. Mai 1907 wurde er zum Oberstleutnant befördert, verblieb aber in seiner Position als Bataillonskommandant. Am 19. März 1908 wurde er aufgrund seiner fünfjährigen Tätigkeit als Bataillonskommandant mit dem Orden der Eisernen Krone ausgezeichnet. Im Mai 1910 wurde er zum Oberst befördert und erhielt kurz darauf den Befehl über das 1. Regiment der Tiroler Kaiserjäger. Im Juli 1910 wurde er, aufgrund seiner langen Militärdienstzeit und der seines Vaters, in den Adelsstand erhoben und erhielt das Namensprädikat von Arienti. Nach einem internationalen Manöver, bei dem sich sein Regiment besonders vorbildlich hervorgetan hatte, wurde er mit dem preußischen Roten Adlerorden sowie dem schwedischen Schwertorden ausgezeichnet.

### Erster Weltkrieg

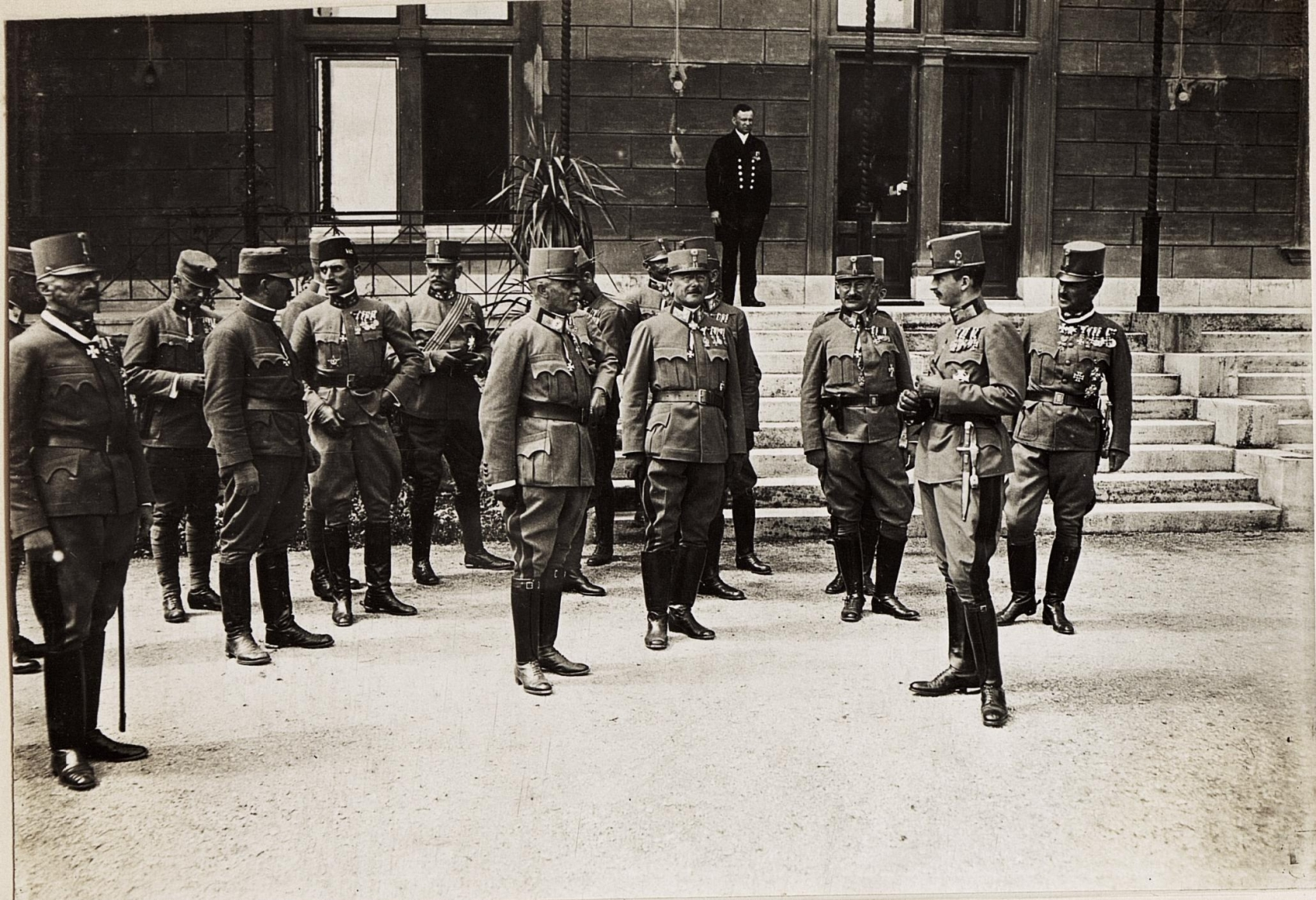
180. Promotion des Militär-Maria-Theresien-Ordens am 17. August 1917 in der Villa Wartholz, bei der Novak von Arienti das Ritterkreuz dieses Ordens erhielt

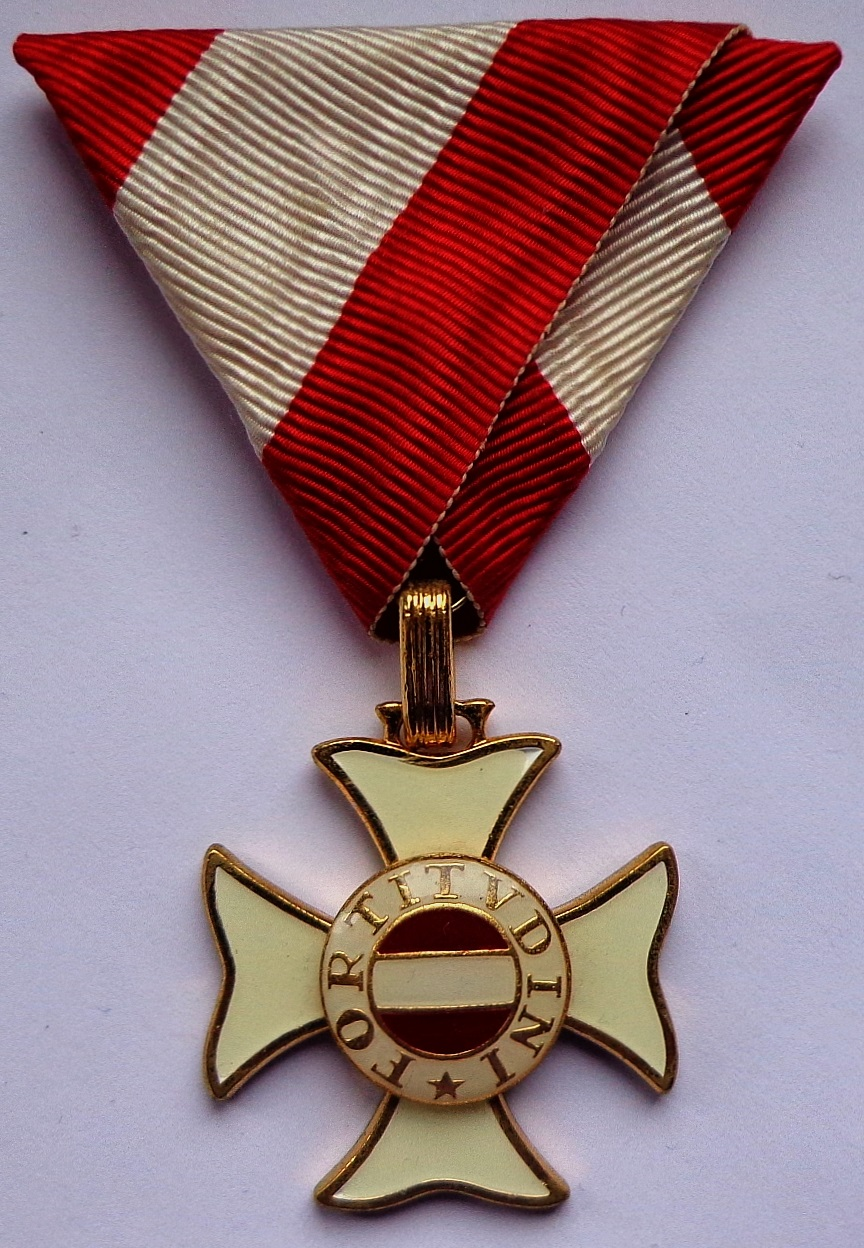
Ritterkreuz des Militär-Maria-Theresien-Ordens

Am 1. August 1914 wurde er zum Generalmajor befördert, befehligte eine Brigade im XVI. Korps unter Feldzeugmeister Wenzel Wurm (6. Armee – Feldzeugmeister Oskar Potiorek) und war maßgeblich an den Operationen in Westserbien beteiligt, wo er Anfang September am Kopf schwer verwundet wurde. Nach seiner Genesung übernahm er im Januar 1915 wieder das Kommando über seine Brigade, die im Mai 1915, zusammen mit dem Rest des XVI. Korps, an die Isonzofront verlegt wurde. Seine Brigade war der 18. Infanteriedivision unter Generalmajor Eduard von Böltz unterstellt. Im Juni 1915 entbrannte der Kampf um den Hügel 383, der kurzzeitig verloren, von Generalmajor Novak aber zurückerobert werden konnte. Für diese Leistung wurde er, allerdings erst 1917, mit Maria-Theresien-Orden ausgezeichnet und in den Freiherrenstand erhoben. Er wurde im Jahre 1915 ein zweites Mal verwundet, übernahm das Kommando über die 50. Infanteriedivision, zeitweilig über die 62. ID sowie über sein Korps. Mit der Beförderung zum Feldmarschallleutnant am 22. August 1917 wurde er Kommandant der Theresianischen Militärakademie in Wiener Neustadt. Nach dem Krieg wurde er pensioniert und verstarb am 15. August 1928 in Wien.

## Zusammenfassung seiner militärischen Laufbahn

### Beförderungen
- Kadett: 1. September 1878
- Leutnant: 1. November 1878
- Oberleutnant: 1. Januar 1883
- Hauptmann 2. Klasse: 1. November 1890
- Hauptmann 1. Klasse: 1. November 1893
- Major: 1. November 1901
- Oberstleutnant: 1. Mai 1907
- Oberst: 1. Mai 1910
- Generalmajor: 1. August 1914
- Feldmarschallleutnant: 22. August 1917

### Auszeichnungen
- Maria-Theresien-Orden Ritterkreuz

Jahrgangsabzeichen „Novak von Arienti“ der Theresianischen Militärakademie in Wiener Neustadt

- Militärverdienstkreuz II. Klasse, Kriegsdekoration mit Schwertern
- Orden der Eisernen Krone Ritter II. Klasse, Kriegsdekoration mit Schwertern
- Leopoldorden Ritterkreuz, Kriegsdekoration mit Schwertern
- Roter-Adler-Orden
- Schwedischer Schwertorden
- Orden der Eisernen Krone Ritter III. Klasse
- Militärverdienstkreuz III. Klasse
- Bronzene Militär-Verdienstmedaille
- Kriegsmedaille
- Dienstzeichen für Offiziere II. Klasse
- Militär-Jubiläumsmedaille 1898
- Militär-Jubiläumskreuz 1908

## Namensgeber
Zum Gedenken wählte der Ausmusterungsjahrgang 2010 der Theresianischen Militärakademie in Wiener Neustadt den Namen „Novak von Arienti“.